# Бэтмен (фильм, 2022)
«Бэ́тмен» (англ. The Batman) — американский супергеройский фильм, основанный на комиксах DC о супергерое Бэтмене. Созданный компаниями Warner Bros. Pictures, DC Films, 6th & Idaho и Dylan Clark Productions и выпущенный Warner Bros. Pictures, фильм является перезапуском серии фильмов о Бэтмене. Фильм снят режиссёром Мэттом Ривзом, который написал сценарий совместно с Питером Крейгом. Главные роли исполнили Роберт Паттинсон, Зои Кравиц, Пол Дано, Джеффри Райт, Джон Туртурро, Питер Сарсгаард, Энди Серкис и Колин Фаррелл. По сюжету Бэтмен (Паттинсон) второй год борется с преступностью и пытается раскрыть причины коррупции Готэма, параллельно сталкиваясь с Загадочником (Дано) — серийным убийцей, который охотится на элитную власть Готэма.
Бен Аффлек, сыгравший Бэтмена во франшизе «Расширенная вселенная DC», был прикреплён в качестве режиссёра, продюсера, соавтора сценария и исполнителя главной роли в фильме в 2014 году, но спустя несколько лет покинул проект из-за ряда факторов. В итоге режиссёром и сценаристом был назначен Ривз, который исключил все связи с «Расширенной вселенной DC» и решил сконцентрировать сюжет на юном Бэтмене и сделать упор на детективных аспектах героя. Источниками вдохновения для Ривза стали комиксы «Год первый», «Долгий Хэллоуин» и «Эго». Паттинсон был утверждён на заглавную роль в мае 2019 года, а остальные актёры были объявлены к концу 2019 года. Съёмки начались в январе 2020 года в Великобритании, но в марте их пришлось приостановить в связи с пандемией COVID-19. Ближе к концу того же года съёмки всё же удалось возобновить, а в марте 2021 года они завершились в Чикаго.
Премьерный показ «Бэтмена» состоялся 23 февраля 2022 года в Лондоне. Кинокомикс вышел в прокат в США 4 марта. Премьера фильма дважды откладывалась из-за пандемии COVID-19. Лента собрала в мировом прокате $772 млн, став 7-м самым кассовым фильмом 2022 года, а также получила очень тёплый приём критиков, которые высоко оценили игру актёров, режиссуру, сюжет, работу оператора и композитора, однако продолжительность фильма некоторые раскритиковали. Проект был номинирован на множество различных кинопремий, в том числе на 95-ю премию «Оскар» в трёх категориях, но не выиграл ни в одной. «Бэтмен» задуман как начало общей вселенной Бэтмена, в рамках которой планируется выпустить два сиквела, а также два спин-офф-сериала, которые создаются при участии стримингового сервиса Max. Один из них — сериал «Пингвин» с участием Фаррелла. Первый сиквел, получивший название «Бэтмен. Часть 2», выйдет в прокат США в октябре 2026 года.

## Сюжет
Во время Хэллоуина мэр Готэма Дон Митчелл мл. был убит человеком, называющим себя Загадочником. Миллиардер-отшельник Брюс Уэйн, который уже два года борется с преступностью в образе линчевателя Бэтмена, ведёт расследование вместе с полицией Готэма, которая в большинстве своём относится к нему неодобрительно. На месте преступления лейтенант Джеймс Гордон находит открытку, которую Загадочник оставил для Бэтмена. Позже Загадочник убивает комиссара Пита Сэвэджа и оставляет ещё одну открытку для Бэтмена.
Бэтмен и Гордон выясняют, что Загадочник оставил в одной из машин Митчелла флэшку, на которой содержатся фотографии Митчелла с женщиной, Анникой Козлов, из «Айсберг Лаунж» — ночного клуба, которым владеет Пингвин, правая рука Кармайна Фальконе. Пока Пингвин в недоумении, Бэтмен замечает, что Селина Кайл, соседка Анники по комнате и близкая подруга, работает в клубе официанткой. Бэтмен следует за Селиной домой, чтобы расспросить Аннику, но последняя исчезает, поэтому он отправляет Селину обратно в «Айсберг Лаунж» на поиски ответов. Благодаря Селине, Бэтмен узнаёт о тайном осведомителе в деле гангстера Сальваторе Марони, соперника Фальконе и босса наркодилеров, распространявших наркотик «Капли». Благодаря информации, полученной у осведомителя, полиция смогла арестовать Марони и свернуть все его капельные схемы. Загадочник узнал кто это осведомитель, и если он раскроет правду, горожане устроят бунт. Также он узнаёт, что Сэвэдж получал зарплату у Фальконе, как и окружной прокурор Гил Колсон, у которого Селина и узнаёт об информаторе. Селина отключает связь, когда Бэтмен давит на неё по поводу её отношений с Фальконе.
Загадочник похищает Колсона, пристёгивает к его шее бомбу с часовым механизмом и посылает его прервать похороны Митчелла. Когда появляется Бэтмен, Загадочник звонит ему по телефону Колсона и угрожает взорвать бомбу, если Колсон не отгадает три загадки. Бэтмен помогает прокурору ответить на первые два вопроса, но Колсон отказывается отвечать на третий — назвать имя осведомителя — и погибает. Бэтмен и Гордон делают вывод, что информатором может быть Пингвин, и выслеживают его до сделки с наркотиками. Вскоре операция Марони перешла к Фальконе, в которой замешано много коррумпированных полицейских. Селина непреднамеренно разоблачает их, когда пытается украсть деньги. Пока Пингвин пытается сбежать, Селина находит труп Анники в багажнике машины. Бэтмен догоняет Пингвина и узнаёт, что он не был доносчиком.
Загадочник приводит Бэтмена и Гордона в заброшенный детский дом, финансированием которого занимались убитые родители Брюса, Томас и Марта Уэйны. Дворецкий Брюса Альфред Пенниуорт вскрывает письмо-бомбу, адресованное Брюсу, и попадает в больницу. Загадочник сливает в СМИ информацию, что Томас баллотировался в мэры Готэма до того, как его убили. Он нанял Фальконе убить журналиста за то, что тот угрожал раскрыть ужасные подробности о психических заболеваниях Марты и её семьи из Аркхема. Веря в то, что его отец был нравственно честен, Брюс спорит с Альфредом. Дворецкий утверждает, что Томас лишь попросил Фальконе пригрозить журналисту замолчать, и планировал сдать себя и Фальконе полиции, как только узнаёт, что журналист был убит. Чтобы этого не допустить, Фальконе предположительно приказал убить Томаса и Марту. Брюс прощает Альфреда за сокрытие этой правды, и они полностью примиряются.
Селина признаётся Бэтмену, что Фальконе — её отец, бросивший её в детстве. Она планирует убить его за то, что он задушил Аннику, так как выяснилось, что Митчелл случайно проболтался ей, что Фальконе был доносчиком. Бэтмен и Гордон прибывают в «Айсберг Лаунж», пытаясь остановить Селину, но при аресте Фальконе Загадочник убивает его. Оказалось, что под маской Загадочника скрывался бухгалтер-криминалист Эдвард Нэштон, и он попадает в Аркхем. В лечебнице он говорит Бэтмену, что боготворит его и черпал у него вдохновение, когда охотился за коррупционерами. Обыскивая его квартиру, Бэтмен узнаёт, что Нэштон разместил несколько заминированных автомобилей вдоль городской дамбы, а его приспешники (одетые в такие же костюмы) планируют убить избранную мэром Беллу Реал.
Бомбы разрушают дамбу вокруг Готэма и затапливают город. На крытой арене устроено убежище, где приспешники Нэштона пытаются убить Реал, но их останавливают Бэтмен и Селина. После Нэштон заводит дружбу с другим заключённым Аркхема. Считая, что Готэм уже не спасти, Селина покидает город. Она предлагает Бэтмену, в которого уже успела влюбиться, уехать вместе с ней, но Брюс ей мягко отказывает. Он провожает её до границы города, после чего клянётся вселить надежду в Готэм.

## Актёрский состав
- Роберт Паттинсон
- Зои Кравиц
- Пол Дано
- Джеффри Райт
- Джон Туртурро
- Питер Сарсгаард
- Энди Серкис
- Колин Фаррелл

- Роберт Паттинсон — Брюс Уэйн / Бэтмен:
Миллиардер-затворник, одержимый идеей защиты Готэма в образе линчевателя в маске, надеясь таким образом справиться с травмой из своего прошлого[8]. Бэтмену в фильме около 30 лет, и он ещё не является опытным борцом с преступностью[9][10], так как режиссёр Мэтт Ривз хотел показать персонажа до того, как его личность «полностью сформируется»[11]. Ривз и Паттинсон описали Бэтмена как лунатика, который не может разграничить свою личину Бэтмена и публичный образ «суперзвезды-изгоя» Брюса[12][13], а Ривз сравнил его зависимость от деятельности в качестве супергероя с зависимостью от наркотиков[8]. Паттинсон сказал, что фильм ставит вопрос о природе героизма[14], поскольку у Бэтмена больше изъянов, чем у прочих супергероев[15], он неспособен себя контролировать[12], ищет, на ком выпустить пар, и «верен своему понятию правосудия»[16]. Ривз считает «Бэтмена» историей о том, как Бэтмен понимает, что он должен не искать возмездие, а вселять надежду[17]. Оскар Новак исполнил роль Брюса в юности[18], а Рик Инглиш выступил дублёром Паттинсона на съёмочной площадке[19].
- Зои Кравиц — Селина Кайл / Женщина-кошка:
Официантка в ночном клубе, драг-дилер и грабительница, знакомящаяся с Бэтменом во время поисков своей пропавшей соседки[14][20][21]; неоднозначность её моральных принципов заставляет Бэтмена понять, что мир не чёрно-белый, и что не все в нём делятся на хороших и плохих[8]. Кравиц сказала, что её персонаж становится роковой женщиной и «понимает своё место в мире, в отличие от тех, кто просто пытается выжить»[22]. Она описала её как загадочного персонажа с неясными мотивами[14], отражающего женственность на контрасте с мужественностью Бэтмена[23]. Она назвала их двоих «преступными партнёрами»[24], которых объединяет желание сражаться за тех, кто не может защитить себя сам[25]. Ривз увидел в Селине ту, кто откроет Бэтмену глаза на его закрытое воспитание и предвзятость его гипотез[26]. Кравиц сосредосточилась больше на личности Селины, чем Женщины-кошки, поскольку ей не хотелось отвлекать таким образом зрителя от эмоционального развития персонажа[14], и считала Селину бисексуалкой, какой она была в комиксах[27].
- Пол Дано — Эдвард Нэштон / Загадочник:
Бухгалтер-криминалист, которого Бэтмен вдохновил стать серийным убийцей, охотящимся на высокопоставленных людей Готэма и показывающим свои преступления в прямом эфире[28][29][30]. Он хочет, чтобы правда о Готэме «сбросила маску», и дразнит Бэтмена и правоохранительные органы своими загадками[31][32][33]. Ривз сказал, что Загадочник, вдохновлённый Бэтменом, олицетворяет идею о том, что тот сам создаёт себе врагов, и что нападение Загадочника на Готэм показывает «политическую повестку», демонтрируя персонажа наподобие террориста[28][34]. Он считал Бэтмена и Загадочника «двумя сторонами одной медали», что тревожит, так как они преследуют схожие цели[26]. Он сравнил Загадочника с Убийцей Зодиаком, которого он считал Загадочником «в реальной жизни» из-за того, что тот оставлял послания в виде шифров и загадок[14], а Дано сказал, что его исполнение совместило основы реальной жизни и театральностью франшизы Бэтмена[35]. Джозеф Уолкер исполнил роль Нэштона в юности[36].
- Джеффри Райт — Джеймс Гордон:
Союзник Бэтмена в рядах полиции Готэм-Сити[37][38]. Он — единственный офицер полиции, которому тот доверяет, и вместе они расследуют дело о Загадочнике[39]. Райт описал Гордона как «родственную душу Готэма, готэмской полиции, Бэтмена, правосудия и коррупции»[40]. Как и в трилогии (2005—2012) Кристофера Нолана, в «Бэтмене» Гордон является лейтенантом полиции, что даёт возможность показать в последующих фильмах его карьерный рост до должности комиссара[29]. Райт посчитал, что тот факт, что Гордон начинает как лейтенант, позволит ему сыграть более крупную роль по сравнению с предыдущими киновополощениями[39]. Ривз считал, что в «Бэтмене» союз Бэтмена и Гордона выделяется сильнее, чем в предыдущих фильмах, и сравнил их с Карлом Бернстином (Дастин Хоффман) и Бобом Вудвордом (Роберт Редфорд) из фильма «Вся президентская рать» (1974)[26].
- Джон Туртурро — Кармайн Фальконе:
Криминальный авторитет Готэма и отец Селины[41][42]. Будучи главной целью Загадочника[43], Фальконе контролирует большую часть города; Туртурро описал его как «опасного парня», в то время как Ривз сказал, что он казался «внешне… благородным мафиози, но вскоре оказывается, что у него очень, очень тёмная история», и сравнил его с Ноем Кроссом (Джон Хьюстон) из фильма «Китайский квартал» (1974)[26]. «Бэтмен» выдвигает гипотезу о том, что Фальконе сыграл свою роль в истории становления Бэтмена[англ.], заказав убийство Томаса и Марты Уэйнов. На протяжении фильма Фальконе носит винтажные солнечные очки, поскольку Туртурро казалось, что персонажу нужна «маска»[44].
- Питер Сарсгаард — Гил Колсон: окружной прокурор Готэма[9], которого Сарсгаард назвал лживым и «неприятным»[45].
- Энди Серкис — Альфред Пенниуорт:
Дворецкий и наставник Брюса[46], с которым тот тем не менее имеет натянутые отношения и редко общается[47]. Паттинсон описал Альфреда как единственное доверенное лицо Бэтмена, хотя он и «думает, что тот сошёл с ума»[48]. В отличие от предыдущих киновоплощений, Альфред имеет военное прошлое, которое отражено в его «привычке следовать правилам и уставам», а также в одежде и манерах. Чтобы показать, что Альфред является ветераном боевых действий, Ривз предложил снабдить его тростью, а Серкис — шрамами на лице[49]. Серкис сказал, что Альфред был «сотрудником разведки, а затем работал охранником в Wayne Enterprises»; его предыстория привела к становлению скорее «ментором и учителем», чем отцовской фигуре, которая нужна была Брюсу[50]. Ривз отметил, что Альфред был вынужден заменить Брюсу родителя, хотя и был неопытен, и теперь чувствует вину за то, что его воспитание привело к одержимости Брюса деятельностью в качестве Бэтмена[26].
- Колин Фаррелл — Освальд «Оз» Кобб / Пингвин:
Главный помощник Фальконе, заведующий ночным клубом «Айсберг Лаундж», в котором работает Селина[21]. Он ещё не стал главарём криминального мира, как его описывали в комиксах[20], и ему не нравится, когда его упоминают как Пингвина[33][51]. Ривз объяснил, что Пингвин является «гангстером среднего уровня, у которого есть определённый талант, но можно понять, что он хочет большего и его недооценивают»[52]. Ривз сравнил Пингвина с Фредо Корлеоне (Джон Казале) из фильма «Крёстный отец» (1972) из-за «ничтожности, в которой он живёт, находясь в семье, полной сильных, ярких, способных и жестоких людей»[53].

Кроме того, Джейми Лоусон исполнила роль Беллы Реал, кандидата в мэры Готэм-Сити, которая по словам Ривза олицетворяет надежду; Джил Перес-Абрахам сыграл Мартинеса, офицера полиции Готэма; Питер Макдональд — Уильяма Кензи, коррумпированного офицера полиции; Алекс Фернс — Пита Сэвэджа, комиссара полиции; Кон О’Нил — Маккензи Бока, шефа полиции; а Руперт Пенри-Джонс — Дона Митчелла-младшего, мэра Готэма. Барри Кеоган появляется в качестве камео в роли Джокера (в титрах: «Невидимый заключённый Аркхема»). Также в фильме снимались близнецы Чарли и Макс Карверы в ролях охранников-вышибал клуба «Айсберг Лаундж» (в титрах: «Близнецы»); Хана Хржич исполнила роль Анники, соседки Селины; Джей Ликурго — молодого бандита; Аки Котабе — пассажира метро; Сандра Дикинсон — Дори, сиделки и домоправительницы Брюса; а Люк Робертс и Стелла Стокер — родителей Брюса, Томаса и Марты Уэйнов.

## Производство

### Начало

#### Бен Аффлек
В августе 2013 года Бен Аффлек был утверждён на роль Брюса Уэйна / Бэтмена в расширенной вселенной DC. Актёр дебютировал в кинокомиксе «Бэтмен против Супермена: На заре справедливости» (2016), а затем появился в «Отряде самоубийц» (2016) и «Лиге справедливости» (2017). В октябре 2014 года кинокомпания Warner Bros. рассказала о планах на сольный фильм про Бэтмена с участием Аффлека. В июле 2015 года Аффлек начал переговоры об участии в качестве режиссёра и соавтора сценария вместе с Джеффом Джонсом. Производство должно было начаться после того, как Аффлек завершит работу над фильмом «Закон ночи» (2016).
Первый черновик сценария был написан в марте 2016 года. В сценарии Аффлека действие кинокомикса происходило после событий «Бэтмена против Супермена» и «Лиги справедливости» и содержалась оригинальная история, вдохновлённая элементами комиксов, которые Аффлек сравнил с сюжетом «Бэтмена против Супермена» Зака Снайдера, и содержащая идею, вдохновлённую комиксами «Бэтмен. Лечебница Аркхем. Дом скорби на скорбной земле» (1989) и «Падение рыцаря» (1992—1994), а также видеоигрой Batman: Arkham Asylum (2009). На ранней стадии разработки Роберт Ричардсон был приглашён в качестве оператора. По его словам, Аффлек углублялся в аспектах безумия и хотел показать лечебницу Аркхем. По сценарию Слэйд Уилсон / Детстроук должен был организовать побег в Аркхеме, чтобы сделать Бэтмена уязвимым. В фильме должна была появиться Бэтгёрл в кульминационной сцене, в которой она помогает Бэтмену в схватке с Детстроуком на улицах Готэма. Джонс предполагал, что кинокомикс расскажет о причинах смерти Робина, чей костюм был запечатлён в «Бэтмене против Супермена».
В апреле 2016 года, на мероприятии CinemaCon, глава Warner Bros. Кевин Цудзихара сообщил, что над фильмом ведётся активная работа, а режиссёром выступит Аффлек. В последующие месяцы Джереми Айронс и Джо Манганьелло подтвердили участие в ролях Альфреда Пенниуорта и Детстроука соответственно. По сценарию Детстроук, представ в образе «злодея из фильмов ужасов», убивал близких Бэтмену людей в отместку за смерть своего сына. По мнению Манганьелло, сценарий был похож на картину Дэвида Финчера «Игра». Снайдер был в восторге от сюжета и включил в «Лигу справедливости» сцену после титров, где Лекс Лютор (Джесси Айзенберг) раскрывает Детстроуку тайную личность Бэтмена, чтобы напрямую привести к сюжету сольного фильма про Бэтмена. В октябре Аффлек объявил, что фильм будет называться «Бэтмен», съёмки начнутся в середине 2017 года, а премьера состоится в 2018 году. В том же месяце работа над сиквелом «Лиги справедливости» была отложена в пользу «Бэтмена». В январе 2017 года Крису Террио поручили переписать сценарий.
Аффлек начал сомневаться в том, что ему удастся снять фильм, и в итоге в январе 2017 года он решил уйти с поста режиссёра, но остаться в качестве исполнителя главной роли и продюсера. Аффлек первоначально заявлял, что его решение уйти с поста режиссёра заключалось в том, чтобы сконцентрироваться на роли Бэтмена. Позже актёр признался, что после нескольких попыток найти подходящую идею для сценария он решил доверить работу над сценарием кому-то другому. Позднее Аффлек добавил, что не считал, что ему понравится режиссировать фильм, и что нужно доверить режиссуру тому, кому приятен данный процесс. Журналист The Hollywood Reporter Борис Кит отмечал, что фильм Аффлека был «отодвинут на второй план». Во время пост-продакшна сцена была переписана, чтобы сформировать команду Лиги несправедливости. Однако первоначальная сцена вошла в режиссёрскую версию под названием «Лига справедливости Зака Снайдера».

#### Мэтт Ривз
На замену Аффлеку рассматривались кандидатуры Мэтта Ривза, Мэтта Росса, Ридли Скотта, Гэвина О’Коннора, Джорджа Миллера, Дени Вильнёва и Федерико Альвареса, причём Ривз был главным претендентом. Он, будучи давним фанатом Бэтмена, вошёл в переговоры о режиссуре после встречи с Warner Bros. 10 февраля 2017 года. Warner Bros. отправили Ривзу копию сценария, он хоть и посчитал подход Аффлека «довольно мощным», но это был не тот фильм, который ему хотелось бы снять. Ривз собирался присоединиться только при условии, что он будет иметь творческий контроль, и председатель Warner Bros. Pictures Group Тоби Эммерих был впечатлён его инициативой. Вскоре встал вопрос о гонораре Ривза, однако он был быстро решён, и 23 февраля Ривз был официально назначен режиссёром. Ривз также должен был спродюсировать фильм вместе с Диланом Кларком. Ривз не желал делиться со студией своим видением истории, пока работал над фильмом «Планета обезьян: Война» (2017), и Warner Bros. согласились начать производство, когда он будет свободен.
Ривз начал писать новый сценарий в марте 2017 года. Изначально он хотел, чтобы события «Бэтмена» происходили в Расширенной вселенной DC, и разговаривал с Аффлеком во время написания сценария. Но в итоге Ривз решил сфокусировать сюжет на становлении Бэтмена на пути борца с преступностью и отыскать молодого актёра на роль Бэтмена. В июле участие Аффлека оставалось под вопросом, а Warner Bros., как утверждалось, начала искать замену актёру. В августе 2018 года Ривз выступил на конференции Ассоциации телевизионных критиков и сообщил, что сценарий почти готов. Он надеялся завершить его в течение нескольких недель и приступить к производству в начале—середине 2019 года. В следующем месяце Ривз прислал свой первый черновик сценария продюсерам Warner Bros.. Свой вклад в сценарий внесли Маттсон Томлин и Питер Крейг, хотя в финальных титрах были указаны только Ривз и Крейг. Томлин использовал некоторые свои идеи из фильма при создании серии комиксов «Бэтмен: Самозванец» (2021).
В январе 2019 года Warner Bros. назначила дату премьеры «Бэтмена» на 25 июня 2021 года, а Аффлек объявил об уходе из роли. Позже актёр признался, что его решение отказаться от роли было связано со многими факторами, в частности развод с Дженнифер Гарнер, проблемы в производстве «Лиги справедливости», личное отсутствие удовольствия от роли и проблемы с алкоголем. Описывая свой опыт работы над «Лигой справедливости», Аффлек сказал, что частично он повлиял на его заинтересованность в роли, учитывая, какое влияние на него оказали развод, частые путешествия и конкуренция, а также смерть дочери Снайдера Отем (причина ухода режиссёра из проекта) и последующие масштабные пересъёмки фильма. Аффлек вспоминал, что показывал версию сценария «Бэтмена» своему другу, который сказал: «Я думаю, что сценарий хорош. Я также думаю, что ты упьёшься до смерти, если вновь переживёшь то, что пережил только что [в „Лиге справедливости“]».

### Сценарий
Когда Ривз решил сосредоточиться на молодом Бэтмене, он начал писать сценарий с нуля. Сценарий Аффлека был динамичным и похож на фильмы о Джемсе Бонде, но Ривз хотел воссоздать историю, которая потрясла бы Бэтмена до глубины души. Вместо того чтобы пересказывать историю происхождения супергероя, Ривз решил, что события кинокомикса будут происходить во втором году борьбы Бэтмена с преступностью, поскольку ему хотелось, чтобы его подход отличался от предыдущих фильмов о Бэтмене. Он считал фильм историей «скорее о ком-то, кто ещё не понял, зачем люди делают то, что они делают», и хотел сосредоточить сюжет на эмоциональной арке Бэтмена, в которой «можно увидеть, как он переживает ужасную травму и затем находит в себе силы её преодолеть». Изначально Ривз хотел, чтобы события «Бэтмена» происходили в Расширенной вселенной DC. Но в итоге режиссёр решил, что связь кинокомикса с Расширенной вселенной DC будет лишь отвлекать от сюжётной линии Бэтмена, и попросил у Warner Bros. выйти за пределы общей вселенной. Ривз понимал, что ему нужно было воссоздать собственный образ Бэтмена, который не должен быть связан с аспектами расширенной вселенной DC. Учитывая концепцию мультивселенной в продукции DC, Warner Bros. позволили Ривзу создавать проект по-своему; в конечном итоге, действие фильма происходит в отдельной вселенной, известной как «Земля-2».
Ривз заранее знал, что фильм будет вдохновлён комиксом «Бэтмен. Долгий Хэллоуин» (1996—97) и его продолжением «Тёмная победа» (1999—2000) Джефа Лоуба и Тима Сейла, где Бэтмен охотится на серийного убийцу, который «раскроет сотрудничество между городскими блюстителями закона и криминальными элементами». Он решил использовать Загадочника, поскольку заметил у этого персонажа параллели с Зодиаком, серийным убийцей в костюме, орудовавшим в Калифорнии в 1960-х годах, когда читал роман «Охотник за разумом» (1995). Ривз представил, что расследование Бэтмена приведёт его к встрече с такими персонажами, как Женщина-кошка, Пингвин и Кармайн Фальконе. Однако Ривз хотел убедиться, что Бэтмен останется в центре внимания, и постарался включить его в каждую сцену.
Ривз перечитал свои любимые комиксы о Бэтмене и отказался экранизировать конкретную сюжетную линию. Основными источниками вдохновения стали «Год первый» (1987) Фрэнка Миллера и Дэвида Маззуччелли, «Эго» (2000) Дарвина Кука и «Нулевой год» (2013—14) Скотта Снайдера и Грега Капулло, а также комиксы Боба Кейна, Билла Фингера и Нила Адамса. «Год первый» помог Ривзу сделать Бэтмена молодым и начинающим борцом с преступностью; отношения Женщины-кошки с Фальконе были взяты из «Долгого Хэллоуина» и «Тёмной победы»; анализ психологического портрета Бэтмена и его переход от жажды мести к вселению надежды — из «Эго»; заговор Загадочника с целью затопить Готэм — из «Нулевого года». Остальные сюжетные моменты были заимствованы из комикса «Бэтмен: Земля-1» (2012) Джеффа Джонса и Гэри Фрэнка, в том числе образ Альфреда, кампания по выдвижению Томаса Уэйна в мэры и то, что Марта Уэйн является членом семьи Аркхем, в то время как тема возмездия вдохновлена фразой «Я — возмездие, я — ночь», произнесённой Кевином Конроем, который озвучивал Бэтмена в одноимённом мультсериале (1992—1999). В фильме также присутствуют отсылки к другим сюжетным линиям, включая «Ничью землю» и «Тихо!».
При создании Брюса Уэйна Ривз хотел отойти от традиционного образа плейбоя и светского льва. Пока режиссёр писал первый акт, он услышал песню «Something in the Way» (1991) группы Nirvana и решил взять за основу образа Уэйна-отшельника фронтмена Nirvana Курта Кобейна. Источником вдохновения для Ривза послужил фильм «Последние дни» (2005), в котором представлена вымышленная версия Кобейна, живущего в разрушенном поместье. Ривз также вдохновлялся образом персонажа Майкла Корлеоне из «Крёстного отца» (1972). Ривз стремился к тому, чтобы сделать Бэтмена приятным персонажем и сохранить всё то, за что его любят, и описал своего Бэтмена как того, кто «до сих пор пытается понять, как надо действовать, как приносить пользу, и для этого необязательно преуспевать. Он сломлен и безумен». Хотя в фильме не показана предыстория персонажа, — становление свидетелем убийства своих родителей — «Бэтмен» исследует то, как Брюс это переживает, а Ривз сказал, что Бэтмен «эмоционально застрял на уровне 10-летнего ребёнка, поскольку это травма на всю жизнь».
В отличие от предыдущих картин о герое, «Бэтмен» сосредоточен на детективных навыках Бэтмена, в связи с чем Ривз описал его как «почти что нуарную, детективную версию Бэтмена», подчеркнув душу и ум персонажа. Он сказал, что в фильме смешались жанры детектив, боевик, хоррор и психологический триллер, благодаря чему он посчитал фильм более близким по духу к комиксам, чем предыдущие адаптации. Он также посчитал, что это решение сделало «Бэтмена» самым пугающим фильмом о герое. Ривз вдохновлялся фильмами и режиссёрами Нового Голливуда, такими как «Французский связной» (1971), «Клют» (1971), «Китайский квартал» (1974), «Вся президентская рать» (1976), «Таксист» (1976), а также работами Альфреда Хичкока и короткометражным фильмом Вонга Карвая «Рука» (2004). «Китайский квартал» и «Вся президентская рать» повлияли на образ коррумпированного и гниющего Готэма. Отношения между персонажами Дональда Сазерленда и Джейн Фонды из «Клюта» повлияли на динамику между Бэтменом и Женщиной-кошкой. Ривз сказал, что смешал источники вдохновения, чтобы «донести историю, мотивацию, воображение и тон», в то же время «заклиная нечто… запоминающееся и уникальное». Чтобы передать ощущение небезопасности Бэтмена, Ривз добавил сцену, вдохновлённую фильмом «Охотник на людей» (1981), в которой тот посещает Джокера, чтобы профилировать Загадочника. Ривз также задумал появление Джокера как показ того, что беды Готэма не закончатся после задержания Загадочника.
В фильме содержится несколько исторических аллюзий, которые, по мнению Ривза, делают его более правдоподобным. Два персонажа — мэр Дон Митчелл-младший и окружной прокурор Гил Колсон — имеют общие фамилии с участниками Уотергейтского скандала Джоном Н. Митчеллом и Чарльзом Колсоном, а убийство Загадочником Колсона является аллюзией на смерть Брайана Уэллса. Кроме того, образ Фальконе основан на главаре банды «Winter Hill» Уайти Балджере, о чём Ривз рассказал, назвав источником вдохновения фильм «Уайти: США против Джеймса Дж. Балджера»; некоторые элементы сюжета, такие как Фальконе-информатор и взяточничество среди чиновников, аналогичны событиям из жизни Балджера.

### Подбор актёров
В мае 2019 года Роберт Паттинсон, Николас Холт, Арми Хаммер и Аарон Тейлор-Джонсон вошли в шорт-лист кандидатов на замену Аффлеку в роли Бэтмена, причём Паттинсон оказался основным претендентом. Ривз обратил внимание на Паттинсона после просмотра триллера «Хорошее время» и написал сценарий специально под него, но не был уверен, согласится ли актёр на роль. После фильмов вселенной «Сумерки» (2008—2012) Паттинсон всерьёз отказывался от участия в крупных кинофраншизах, желая избежать папарацци и не играть, по словам актёра, скучные роли. Паттинсон ни разу не появлялся в фильмах кинематографической вселенной Marvel (КВM), что делало его подходящим кандидатом для Warner Bros. Другой фаворит, Холт, снимался в серии фильмов о Людях Икс, которые не являлись частью КВM. Холт был неузнаваем из-за своего пластического грима.
Паттинсон заинтересовался ролью за год до кастинга. У него, как у давнего фаната персонажа, были идеи о том, как воссоздать связь между деятельностью супергероя Бэтмена и личностью Уэйна по сравнению с предыдущими экранизациями. Также актёр желал сыграть героя, у которого нет суперспособностей. Ривз часами изучал фильмографии Паттинсона и Холта и встретился с ними в апреле. 20 мая они были единственным претендентами и прилетели в Бербанк, Калифорния, на прослушивания. Паттинсон пробовался на роль в костюме Вэла Килмера из картины «Бэтмен навсегда», так как это был единственный костюм, который актёру смог подойти. Актёр признавался, что костюм был маловат и в нём было неудобно двигаться, однако Паттинсон и Ривз сочли это «трансформирующим» опытом. 31 мая Паттинсон был официально утверждён на роль. Его гонорар составил 3 миллиона долларов.
Участие Паттинсона вызвало негативный отклик со стороны поклонников Бэтмена, причём некоторые организовали петицию на Change.org с просьбой заменить актёра. Но Паттинсон счёл критику менее жестокой, чем ожидал. Кристиан Бейл, сыгравший Бэтмена в трилогии «Тёмный рыцарь», поддержал Паттинсона и посоветовал ему сделать роль своей и не слушать критиков. Бейл сравнил недовольство фанатов с ситуацией, которая возникла с Хитом Леджером, когда его взяли на роль Джокера в «Тёмном рыцаре». Готовясь к роли, Паттинсон изучал историю персонажа, читая комиксы о нём, начиная с Золотого века и заканчивая произведениями Тома Кинга. Инструктор Риган Мачадо помогал актёру освоить технику бразильского джиу-джитсу. Паттинсон желал обрести физическую форму, такую как у Криса Хемсворта, Дуэйна Джонсона, Роберта Дауни-младшего и Криса Эванса. Кроме того, Паттинсон последовал совету режиссёра трилогии «Тёмный рыцарь» Кристофера Нолана, с которым актёр работал над фильмом «Довод».
Джеффри Райт стал первым «цветным» актёром, сыгравшим Гордона; он посчитал, что его выбор отражает то, насколько разнообразной стала Америка с момента дебюта Бэтмена в 1939 году, и сказал, что ни одно из качеств Гордона «не требует того, чтобы он был белым». Готовясь к роли, Райт прочитал комиксы о Бэтмене, в том числе «Долгий Хэллоуин». Он обратился к комиксам Золотого века, поскольку посчитал, что «с того момента и до наших дней Гордон прошёл долгий путь», что оказало влияние на его выступление. Также Райт вдохновлялся образом Эрика Адамса, офицера полиции, позднее ставшего мэром Нью-Йорка.
Джона Хилл рассматривался на исполнение роли Загадочника или Пингвина, но уже в следующем месяце он отказался от участия. По словам журналиста Variety Джастина Кролла, Хилл просил 10 миллионов долларов за роль — вдвое больше, чем гонорар Паттинсона, — в то время как Кит заявлял, что Warner Bros. и Хилл никак не смогли решить, какую роль должен сыграть актёр. После того, как Хилл отказался от переговоров, роль Загадочника получил Пол Дано. При подготовке к роли Дано читал статьи о серийных убийцах в кофейнях и назвал чтение в общественном месте сложной задачей. Как основу своего выступления он использовал основателя группы The Beach Boys Брайана Уилсона, которого он сыграл в фильме-байопике «Любовь и милосердие» (2014), а также песни группы Nirvana. Ривз создал персонажа Загадочника, опираясь на тот факт, что Дано играл Уилсона. Дано размышлял о мотивах Загадочника и ощущении могущества, которое появляется, когда он носит маску, и работал с экспертом по маскам, чтобы понять, как стоит отыгрывать персонажа, когда он в костюме.
Также в октябре Зои Кравиц досталась роль Женщины-кошки после прослушивания, в котором Паттинсон принимал участие. Ранее актриса озвучивала героиню в мультфильме «Лего Фильм: Бэтмен» (2017). Также на роль рассматривались Ана де Армас, Элла Балинска, Эйса Гонсалес, Зази Битц, Алисия Викандер, Ханна Джон-Кеймен и Натали Эммануэль, но директором по кастингу Синди Толан была предложена кандидатура Кравиц, и Ривз в конце концов выбрал её. Изначально Кравиц не хотела возвращаться в фильм о супергероях после съёмок «Людей Икс: Первый класс», но была поклонницей Женщины-кошки и чувствовала эмоциональную связь с ней. По мнению Кравиц, причина, по которой актриса получила роль, заключалась в том, что она была честна во время беседы с Ривзом, показав ему, каково режиссёру будет с ней работать. Ей были даны советы о том, как стоит развивать персонажа Женщины-кошки, а за два месяца до съёмок Кравиц начала заниматься с тренером Дэвидом Хиггинсом. Чтобы научиться выполнять движения, актриса просматривала ролики со схватками кошек и львов и тренировалась с координатором трюков Робом Алонзо. Кравиц черпала вдохновение из комикса «Год первый» и образа Мишель Пфайффер, сыгравшей Женщину-кошку в кинокомиксе «Бэтмен возвращается».
Ривз предложил Энди Серкису роль Альфреда во время пост-продакшена фильма «Планета обезьян: Война», и он с радостью согласился вновь поработать с режиссёром. Колин Фаррелл и Джон Туртурро были утверждены на роли Пингвина и Кармайна Фальконе соответственно. Фаррелл вдохновлялся персонажем фильма «Крёстный отец» Фредо Корлеоне, а тренер по диалекту Джессика Дрейк помогала ему воссоздать голос Пингвина. Позднее актёрский состав пополнили Джейми Лоусон, Питер Сарсгаард, Джил Перес-Абрахам, близнецы Чарли и Макс Карверы, Руперт Пенри-Джонс, Джей Ликурго и Кон О’Нил. Сцены с участием Ликурго, сыгравшего одного из бандитов, отсняли за год до того, как актёра взяли на роль Тима Дрейка в сериале «Титаны».
Ривз не был уверен, останется ли появление Джокера в секрете и сможет ли исполнитель его роли вновь сняться в будущих фильмах. Режиссёр полагал, что актёр, сыгравший Джокера, должен быть бесстрашным. Барри Кеоган согласился на роль сразу после встречи с Ривзом. Создатели фильма пытались сохранить роль Кеогана в секрете, объявив, что он сыграет персонажа комикса «Год первый» Стэнли Меркеля, но брат Кеогана раскрыл правду в соцсетях перед премьерой фильма.

### Дизайн

#### Декорации и реквизит
Команда дизайнеров начала работу над Бэт-пещерой и Бэтмобилем ещё до завершения сценария, поскольку Ривз ясно видел то, как будет выглядеть мир «Бэтмена», и хотел, чтобы все три элемента отражали друг друга. Бэт-пещера была основана на вокзале под отелем «Уолдорф-Астория» в Нью-Йорке и частных подземных путях, которыми пользовались зажиточные семьи в начале 1990-х годов. Ривз назвал это способом «внедрить всё это в то, что ощущается реальным, но также и необычным». Бэт-пещера, частично являющаяся декорацией и возведённая на студии Warner Bros. Studios, Leavesden, по сюжету также является основанием показанного в фильме Поместья Уэйнов, которое Ривз описал как разлагающееся и отражающее незаинтересованность Бэтмена в семейном имении. Декорация мэрии Готэма была возведена в ангаре аэродрома Кардингтона; в ангаре также было звуконепроницаемое помещение, оборудованное для Дано, чтобы записывать большинство сцен с Загадочником. На Warner Bros. Studios, Leavesden было разработано восемь районов Готэма.
Ривз и художник-постановщик Джеймс Чинланд представляли себе образ реалистичного Готэм-Сити и вдохновлялись различными локациями, такими как Чикаго и Питтсбург. В период пре-продакшена Чинланд разработал с помощью VR-шлемов виртуальные декорации и показал их Ривзу и оператору фильма Грегу Фрэйзеру, что позволило им разработать различные фоновые детали для съёмок на местах, представленных в гарнитуре. По его словам, он позволил Ривзу создать раскадровку «всего фильма целиком самостоятельно», которую позднее объединили с кадрами фильма. При создании раскадровок для сцены погони на Бэтмобиле Ривз использовал скриншоты из виртуальных декораций, объясняя это тем, что «я в основном настраиваю все эти кадры заранее, а мы создали эту безумную раскадровку на основе скриншотов из найденной нами VR-гарнитуры. В общем, это был невероятно сложный процесс». Фрэйзер также сказал, что это помогло съёмочной группе определить, где будут размещены камеры, хотя также отметил, что «VR не даёт ощущения объектива — он просто позволяет вычислить сектор обзора».
Чинланд вдохновлялся фильмами Дэвида Финчера и совместил несколько архитектурных стилей, в основном из числа тех, что использовались при строительстве зданий в 1920-х и 1940-х годах. Так как после провальной реновации в Готэме остались недостроенные здания, Чинланд «замусорил небо этими незаконченными небоскрёбами», чтобы показать «всю ту грязь наверху». Башня Уэйнов, выступающая в качестве мавзолея Уэйнов, была вдохновлена Херст-каслом; он описал её как смесь барокко, готики и изысканности. Эстетика «Айсберг Лаундж» вдохновлена работами Роберта Мозеса. Фрэйзер сказал, что Готэм-Сити был вдохновлён тем, как были показаны города в фильмах «Китайский квартал» и «Клют». В то время как Фрэйзер выбрал для себя «более обширную палитру, перекошенную в сторону суровости и мрака», Чинланд при разработке резиденции Селины Кайл в квартале красных фонарей использовал другую цветовую гамму. Он вдохновлялся фильмами Вонга Карвая и назвал это «романтической палитрой в некоторых любимых нами фильмах, вроде неона и избытка света фонарей на улице. Наш мир во многом мрачный, и это была та обстановка, в которую можно было добавить немного красок».
Ривз имел представления о заземлённом, рукотворном дизайне Бэтмобиля, а Чинланд и художник концепт-артов Эш Торн разработали двигатель транспорта в форме летучей мыши. Ривз хотел, чтобы Бэтмобиль считался «диким зверем», и старался отойти от танкоподобного образа, ставшего популярным после трилогии Нолана, в пользу транспорта наподобие маслкара. В поисках вдохновения он обращался к роману Стивена Кинга «Кристина» (1983) об автомобиле, попавшем под влияние сверхъестественных сил: «мне понравилась идея самой машины как ужасающей фигуры, которая появляется, словно животное, до чёртиков пугая всех, за кем гонится Бэтмен». Ривз хотел, чтобы Бэтмобиль ощущался как самостоятельный персонаж, и Ривз отдал предпочтение функции, отражающей «целенаправленность Бэтмена и его сосредоточенность на миссии». Чинланд использовал для каркаса стальной бампер, чтобы Бэтмен мог «прорываться через любые препятствия», а также крышу Dodge Charger 1969 года; он оставил заднюю часть открытой, так как ей не требовалась защита. Было построено четыре аппарата для Бэтмобиля с первичным приводным блоком, питающимся от двигателя V8, собранного из более чем 3000 запчастей, а остальные аппараты были оснащены карданными подвесами, водораздатчиками, а для удобного пользования была создана электронная версия. Ещё один модуль был построен на монтажной панели Tesla для съёмок в помещении и в ночное время.

#### Костюм Бэтмена
Костюм Бэтмена разрабатывался супервайзером Дэйвом Кроссменом и художником концепт-артов Глином Диллоном в течение года. Команда сняла мерки с тела Паттинсона, пока он снимался в «Доводе», и использовала их вместе с концепт-артами, нарисованными Диллоном. Они распечатали черновые копии каждого элемента после того, как улучшили их в цифровом формате, прежде чем их отлил модельер Пьер Боумэйнд. Далее прорабатывалась каждая деталь, прежде чем финальную версию костюма отправили Ривзу на оценку. Для съёмок было создано более 20 версий костюма. Капюшон был напечатан после его создания в цифровом виде и выполнен из полиуретановой резины.
Ривз хотел, чтобы костюм выглядел так, будто Бэтмен сам сшил его из подручных материалов, и съёмочная группа старалась сохранить иконность образа из комиксов и сбалансировать темноту костюма, не усложняя его видимость. Были добавлены такие детали, как кровавые следы, засечки и следы выстрелов, цвет был выбран после консультации с Ривзом, Фрэйзером и командой костюмеров. Для телесной брони были различные оттенки тёмно-серого и небольшие элементы зелёного и жёлтого цветов; Кроссмен отметил, что серый делает Бэтмена более видимым. Цвет ремня Бэтмена сменился с жёлтого на чёрный, поскольку команде показалось, что это более практично и правдоподобно. Дизайнеры вдохновлялись тактическими приспособлениями времён войны во Вьетнаме. Частично источником вдохновения служил рисунок Ли Бермехо в комиксах «Ноэль» (2011) и «Проклятый» (2018—19), так как во время чтения «Проклятого» Ривз был впечатлён дизайном Бермехо, соответствовавшим реалистичному тону. Бермехо не консультировался по поводу своего дизайна, но был горд увидеть в фильме костюм Бэтмена, похожий на его собственный. К концу съёмок для сцены, в которой Бэтмен вводит себе в организм дозу адреналина, был добавлен карман.
Костюм Бэтмена был разработан с опорой на два фактора: во-первых, он должен был «выглядеть соответствующе», балансируя между светом и тьмой, при этом не отвлекая от эмоций Паттинсона. Во-вторых, он должен был быть гибким; Паттинсон хотел, чтобы в нём можно было двигаться и сражаться, вдохновившись образом Бэтмена в сюжетной линии О’Нила и Эдварда Хэннигана «Шаман» (1989) из серии комиксов «Бэтмен: Легенды о Тёмном рыцаре». Также во время процесса дизайнинга Паттинсон попросил Бейла дать ему совет, и он шутя посоветовал «убедиться в том, что ты сможешь облегчиться» во время ношения костюма. Финальная версия костюма более эластична, чем предыдущие, что объясняется тем, что Паттинсон «сразу же начал выполнять в нём кульбиты, просто потому что мог», как только надел первый прототип.
Предполагалось, что капюшон будет походить на кожу; швы в районе нашивок на лбу и на носу были вдохновлены костюмом Адама Уэста из телесериала «Бэтмен» 1960-х годов. Диллон добавил, что ему хотелось, чтобы Бэтмен выглядел в черепоподобном капюшоне как «Смерть с косой». Плащ был сшит из искусственной японской кожи, поскольку реальную кожу было использовать непрактично из-за её веса. Вингсьют Бэтмена был создан шьющей вингсьюты компанией из Сиэттла, которой для работы был предоставлен материал костюма. Сапоги были вдохновлены австрийскими боевыми сапогами, в то время как производитель реквизита для костюмов Иэн Джонс добавил на верхушку кожаного аллигатора, чтобы приукрасить боевые сцены и сцены езды Бэтмена на мотоцикле. Грейферная пушка Бэтмена, которая может выскальзывать через скрытое приспособление на его руке, была вдохновлена пушкой Трэвиса Бикла из фильма «Таксист». Эмблема летучей мыши на груди также может быть использована в качестве ножа; Диллон посчитал, что кожаная эмблема будет выглядеть неправдоподобно, и поэтому команда решила сделать её оружием.

#### Прочие костюмы
Процесс дизайна костюмов проходил под руководством Жаклин Дюрран. Гримёр Мария Донн создала причёску Брюса по образу и подобию Кобейна, а его тушь при переодевании в костюм Бэтмена представляла из себя смесь водостойких красок и средств.
Для роли Пингвина Фаррелл носил грим и толстый костюм, созданные гримёром Майком Марино. Ривз описал его как «почти что классического гангстера Warner Bros.», похожего на актёров Джона Казале, Сидни Гринстрита и Боба Хоскинса. Фаррелл решил носить костюм вместо того, чтобы набирать вес, потому что он столкнулся с проблемами со здоровьем, когда набирал вес для съёмок в сериале «Северные воды» (2021). В костюме Фаррелла отсутствуют классические монокль и цилиндр Пингвина, а также Warner Bros. запретили ему курить табак, как он делал в комиксах. Фаррелл пытался добиться разрешения ходить с сигарой вместо сигарет, но Warner Bros. всё равно отказали. Зачастую Фаррелла называли «неузнаваемым» в костюме, и изначально его на площадке не узнавали даже Райт и Пенри-Джонс. Ривз сомневался в том, стоит ли делать Фаррелла неузнаваемым, поскольку хотел, чтобы дизайн Пингвина отражал реалистичный тон, но одобрил дизайн после теста грима. Нанесение грима занимало от двух до четырёх часов, и Фаррелл испытал костюм во время посещения кофейни Starbucks в Бёрбанке, где на него «пялилось много людей», когда он заказывал латте в образе персонажа. Он назвал процесс ношения костюма «полным освобождением», добавив, что «когда какая-то часть моего тела двигалась вместе с деталью Пингвина, мои брови стремились к щекам, и моя улыбка была чертовски безумна. Я не боялся, что кто-то увидит во мне Колина».
Костюм Загадочника был основан на скетчах убийцы Зодиака; он сохраняет классическое зелёное пальто, к которому была добавлена боевая маска, чем Дано хотел показать, что Загадочника «вероятно преследует позор, самоненавистничество или боль». Дано также обматывал себя полиэтиленом, поскольку считал, что Загадочник с осторожностью подходит к делу, чтобы не оставлять свою ДНК на месте преступления. Он начал волноваться из-за того, какое влияние на него оказывает костюм во время съёмок, когда его голова «пульсировала от жара… меня будто сдавливало потом, жарой и нехваткой кислорода». Костюм Женщины-кошки создавался с целью заложить основу для её будущего образа из комиксов, и чтобы в то же время он ощущался «максимально практичным». Марино также создал лицевые механики, использованные Кеоганом при исполнении роли Джокера, и хотя в финальной версии Джокер появляется только в силуэте, Ривз всё же убедил Марино разработать дизайн целиком. Ривзу хотелось, чтобы он напоминал Гуинплена, персонажа актёра Конрада Фейдта из фильма «Человек, который смеётся», который послужил вдохновением для оригинального образа Джокера в комиксах. Ривз сделал Risus sardonicus Джокера результатом биологического влияния, а не шрамов на лице, как в предыдущих фильмах, чтобы отличать их от нового воплощения.

### Съёмки
Съёмочный период кинокомикса начался в январе 2020 года в Лондоне под рабочим названием Vengeance (рус. Возмездие) и завершился 13 марта 2021 года. Вторая команда провела съёмки в декабре 2019 года. Грег Фрэйзер выступил в качестве оператора-постановщика, воссоединившись с Ривзом после работы над «Впусти меня. Сага» (2010). Сцены на кладбище снимались на территории некрополя в Глазго в середине февраля 2020 года. В марте съёмочная группа переехала в Ливерпуль. В Лондоне съёмки проходили на O2 Арене, в ночном клубе Printworks, Кингзуэйском трамвайном тоннеле, Two Temple Place, Сомерсет-хаусе и на набережной реки Темзы. В Ливерпуле сцены снимались в зале Святого Георгия, а также на кладбище Энфилда, в Галерее искусств Уокера, Уэллингтонском сквере, Country Sessions House и Royal Liver Building. Одна из сцен была снята в заброшенной Хартвудской больнице в городе Шоттсе, Шотландия, дополнительные съёмки кадров Готэма и сцен с трюками прошли в Чикаго.
Фрэйзер использовал технологию цифрового захвата и самодельные анаморфированные линзы на камерах Arri Alexa LF. Своими источниками вдохновения Фрэйзер называл оператора Гордона Уиллиса и его работу со светом в фильмах «Клют», «Крёстный отец» и «Вся президентская рать», а также работы фотографа Тодда Хайдо, стараясь с подачи Ривза показать фильм от лица Бэтмена. Он сказал, что создание фильма стало «самым большим испытанием при работе с освещением в моей жизни»; снимать Паттинсона в костюме Бэтмена было частично сложно, поскольку ему не хотелось, чтобы тени скрывали детали костюма. Во время выполнения одного из трюков перед началом съёмок Паттинсон сломал себе запястье; также он рассказывал об ощущении «большого одиночества» во время съёмок, вызванного замкнутыми ночными съёмками и неспособностью самостоятельно снять костюм. Позднее Роджер Дикинс назвал работу Фрэйзера экстраординарной и обвинил Киноакадемию в снобизме за игнорирование ленты в соответствующей категории при выборе номинантов на «Оскар».
Ривз был дотошным режиссёром и описал «Бэтмена» как «самую запутанную историю, с которой мне приходилось работать». Паттинсон сказал, что Ривз множество раз просил переснять некоторые сцены, и понадобилось время, чтобы привыкнуть к такому подходу. Кравиц описала Ривза как «самого специфического человека и режиссёра, с которым я когда-либо работала», приводя в пример его просьбу не закрывать рот, поскольку он считал, что это необходимо для передачи конкретной эмоции. После съёмок Ривз показывал актёрам различные дубли, чтобы указать на увиденные им «нюансы». Для сцены, в которой Бэтмен и Загадочник разговаривают по видеосвязи, было снято более двухсот дублей. Паттинсон предположил, что Ривз «редактировал весь фильм, каждый его дубль», что, по словам режиссёра, было верным решением и не являлось чем-то, что замечали другие работавшие с ним актёры. Ривз разработал стиль съёмки, при котором он проводил как можно больше времени с меньшим числом ракурсов, во время съёмок сериала «Фелисити».
Ривз хотел, чтобы боевые сцены отличались от тех «двигательных и рваных» моментов, которые присутствовали в фильмах о Бэтмене Тима Бёртона и Нолана. Он хотел, чтобы зрители «действительно видели, что происходит… в совершенно убедительном смысле». Съёмка сцены погони на Бэтмобиле была вдохновлена погоней из фильма «Французский связной». Изначально Ривз хотел снять сцену на автомагистрали в Ливерпуле, но позже решил, что для этого лучше подойдёт гоночный трек, и снял её на Дансфордском аэродроме. Частично съёмки также прошли на Коритонском нефтеперерабатывающем заводе. Для съёмки заднего плана был использован автомобиль с 360-градусной камерой и «гидроподобным» оборудованием. Кадры, на которых Бэтмобиль выпрыгивает из огня, были сняты без использования спецэффектов, на пост-продакшене были добалены только огненные шары. Кадры из салона переворачивающегося автомобиля Пингвина были сняты при помощи вертиля на вращающемся Кардановом подвесе, прикреплённом к автомобилю, в котором находился Фаррелл. Чтобы показать погоню от лица Бэтмена, Фрэйзер присоединил «камеры к автомобилям и мотоциклам, хотя это и было трудно сделать… Мы боролись с логистикой. Мы боролись со временем. Мы боролись со всем, что велело нам так не делать». Для симуляции дождя и грязи и погружения зрителя в происходящее Фрэйзер использовал различные линзы для камер и покрывал их силиконом.
Компания Industrial Light & Magic предоставила создателям фильма виртуальную технологию StageCraft, которая использовалась на съёмках сериала по вселенной «Звёздных войн» «Мандалорец» для визуализации окружения в реальном времени при помощи LED-панелей. Технология использовалась для сцен с заброшенным небоскрёбом, на котором находится Бэт-Сигнал, чтобы Ривз и Паттинсон могли снимать фильм во время Золотого часа, что очень сложно делать на открытой местности. Ривз вдохновлялся освещением из фильма «Любовное настроение» (2000). У съёмочной группы было всего несколько недель на съёмки этих сцен.
Чтобы избежать утечки информации о реальной роли Кеогана, Ривз снял ненастоящие сцены с ним в образе Меркеля, а во время съёмок реальных сцен с Джокером Ривз старался не запечатлять лицо Кеогана в кадре, чтобы показать, что Джокер ещё находится на стадии своего формирования. В последние месяцы съёмок съёмочная группа в течение некоторого периода времени обсуждала возможность убрать сюжетную подлинию, в которой последователи Загадочника пытаются убить Беллу Реал, из-за её параллелей с нападением на Капитолий в 2021 году, но Ривз посчитал её слишком важной для сюжета и имеющей мало общего с данным событием.

#### Пандемия COVID-19
Спустя два месяца после старта съёмок в производство вмешалась пандемия COVID-19. В отличие от других студий, чьи фильмы находились в производстве, Warner Bros. не планировала приостанавливать съёмки «Бэтмена», но в итоге 14 марта 2020 года решила отложить их. По планам, хиатус должен был продлиться две недели, однако 25 марта Ривз сообщил, что съёмки были приостановлены на неопределённый срок. Журнал Variety сообщил, что производство вряд ли возобновится до середины мая, а дату премьеры могут перенести. В апреле Warner Bros. перенесла премьеру кинокомикса на 1 октября 2021 года. 1 апреля работавший над фильмом тренер по диалекту Эндрю Джек умер от осложнений, вызванных COVID-19.
По словам Ривза, до приостановки производства было отснято около четверти фильма. Ривз не стал переписывать сценарий, а решил в освободившееся время развить тональность фильма. 12 мая правительство Великобритании дало разрешение на возобновление съёмок сериалов и фильмов, как только было решено ввести меры безопасности от COVID-19. Съёмочная команда «Бэтмена» получила разрешение на возобновление производства в июле. Кларк сказал, что смерть Джека потрясла команду, когда шла подготовка к возобновлению. По состоянию на 3 сентября съёмки шли на студии Warner Bros. Studios Leavesden в течение трёх дней, но были вновь приостановлены после того, как у Паттинсона был обнаружен COVID-19. Вскоре съёмочная группа отправилась на двухнедельный карантин, а в павильонах Leavesden Studios продолжали возводить декорации. После этого Ривз понял, что не сможет закончить фильм, если заразится COVID-19, и начал носить на площадке маску, очки для дайвинга и головной убор. Паттинсон сказал, что на студии было отснято около 90 % фильма.
Производство возобновилось 17 сентября, после того как Паттинсону разрешили вернуться на съёмочную площадку. На тот момент съёмки планировалось завершить к концу 2020 года. Съёмки в Англии были ограничены, и поэтому актёрам и съёмочной группе пришлось жить рядом со съёмочной площадкой и не покидать окрестности до завершения производства. Паттинсон сравнил съёмки в пандемию с «военной операцией». Некоторые сцены были сняты с помощью удалённой камеры, что Паттинсон посчитал странным, так как не мог сказать, были ли поблизости другие актёры. Кравиц добавила, что производство стало «безликим», так как после введения масочного режима и прочих ограничений члены съёмочной группы практически не взаимодействовали друг с другом. В начале октября премьера кинокомикса была отложена до 4 марта 2022 года в связи с задержками в производстве. Некоторые сцены с Загадочником, такие как вступительная сцена, изначально должны были быть сняты к концу производства, но они оказались готовы раньше в связи с пандемией.

### Монтаж
Погоня за Бэтмобилем была первой сценой, над которой работал звукорежиссёр Уилл Файлс. За основу звучания Бэтмобиля был взят звук выстрела из бутылочной ракеты. Дуглас Мюррей и Энди Нельсон помогали Фалсу доработать эпизод. Шум основного двигателя Бэтмобиля исходил от двигателя Ford BigBlock, а нагнетатель представлял собой звук записанного задом наперёд джипа времён Второй мировой войны.
В конце 2021 года Warner Bros. организовала тестовые показы, в некоторых из которых была представлена четырёхчасовая версия фильма. До входа в кинотеатр первые зрители не знали, что им будут показывать «Бэтмена». Первая версия оказалась дольше, чем планировал Ривз, и он описал её как черновую, сказав, что он «ещё не закончил монтировать фильм. Ещё много что придётся затронуть». Ривзу было страшно отправляться на первый тестовый показ, однако он успокоился, когда зрителям понравился сложный нарратив. Он посчитал это «подтверждением того, что такую режиссуру хочет увидеть аудитория», и будущие показы были встречены с растущим одобрением. Ривз «проделал [свой] путь, постепенно улучшая монтаж и делая небольшие изменения, чтобы убедиться в том, что мелочи, которые, возможно, [были] недостаточно ясны, [были] прояснены». Позднее на тестовых показах демонстрировались две версии, в одной из которых присутствовал неизвестный актёр, которым мог являться Кеоган. Последний показ, после которого боссы Warner Bros. приняли решение, какой монтаж им нравится больше, прошёл на неделе, начинающейся 29 ноября. Ривз оставил предпоследнюю сцену, в которой Джокер заводит дружбу с Загадочником в Аркхеме, потому что посчитал её повышающей ставки на финальный разговор Бэтмена и Женщины-кошки и завершающей сюжетную арку Загадочника, но удалил сцену, вдохновлённую «Охотником на людей», посчитав её ненужной и сбивающей темп повествования. Финальная монтажная версия длится 176 минут вместе с титрами, что делает «Бэтмена» самым длинным фильмом об одноимённом супергерое и третьим по продолжительности фильмом о супергероях после «Лиги справедливости Зака Снайдера» и «Мстителей: Финал» (2019).
В январе 2022 года Американская ассоциация кинокомпаний присвоила «Бэтмену» прокатный рейтинг PG-13, хотя в Warner Bros. велись обсуждения о том, что из-за мрачного тона и сцен насилия «Бэтмен» мог бы стать первой экранизацией о супергерое с рейтингом R. Фильм получил данный рейтинг, так как в нём отсутствуют ненормативная лексика и эротические сцены. Обозревательница Variety Ребекка Рубин предполагала, что рейтинг R мог бы навредить кассовому потенциалу кинокомикса, как это было с лентами «Хищные птицы» и «Отряд самоубийц: Миссия навылет». Ривз сказал, что он всегда хотел сделать «Бэтмена» с рейтингом PG-13, и что альтернативной версии с рейтингом R не существует. Также он добавил, что рейтинг PG-13 — одно из единственных требований, выдвинутых студией.

### Визуальные эффекты
Супервайзером по визуальным эффектам был назначен Дэн Леммон, ранее работавший с Ривзом над трилогией «Планеты обезьян». К работе над графикой были приглашены вендоры Weta FX, ILM, Scanline VFX и Crafty Apes, создавшие за $20 млн более 1,500 кадров с визуальными эффектами. По словам Леммона, «ILM руководили работой над Готэмом, а во время производства LED-фоны предоставила их группа по StageCraft. Scanline FX больше всего работали над третьим актом и над тяжёлым моделированием. Weta FX занимались погоней Бэтмобиля и некоторым окружением. А после Crafty Apes проделали существенный объём работы с 2D-элементами, расколами, дополнительным временем, фиксацией, мониторами и прочей чисткой».
Чинланд разработал пейзажи Готэма, чтобы ILM смогли позднее воссоздать их в цифровом виде на заднем плане с помощью технологии StageCraft. По словам Леммона, Ривз попросил воссоздать город так, чтобы он выглядел как источник света. Чинланд предложил разместить Бэт-Сигнал на заброшенном здании вместо крыши здания полиции Готэма. В связи с пандемией COVID-19 большинство зданий было создано при помощи CGI. Леммон сказал, что использование Unreal Engine для рендера LED-стен в реальном времени помогло команде решить вопросы касательно съёмки различных сцен, такие как «насколько большими должны быть декорации, как расширения будут выглядеть на камере и где должно располагаться оборудование для трюков и спецэффектов», а также помогло Фрэйзеру настроить освещение. Чтобы усилить освещение, во время съёмок сцен на Готэм-сквере были использованы портативные рекламные LED-мониторы.
Weta FX создали для фильма более 320 кадров со спецэффектами. Они вступили в переговоры с Леммоном и Warner Bros. касательно работы над фильмом в середине 2019 года. В декабре 2019 года Андерс Лэнглэндс, супервайзер визуальных эффектов из Weta, отправился в Великобританию, чтобы понаблюдать за процессом пре-продакшена. Изначально планировалось, что сотрудники будут присутствовать на съёмочной площадке, но этого не произошло в связи с пандемией COVID-19. Лэнглэндс сказал, что Weta работала над фильмо больше года и команда сумела сделать «прекрасную работу по быстрому настраиванию зрителя на действие, и это был очень-очень плавный переход». Компания занималась сценой погони на Бэтмобиле; сотрудники использовали CGI, чтобы добавить дождь и транспорт, и помогли сформировать «триумфы» погони, такие как спровоцированный Пингвином взрыв грузовика с бензином. Одним из самых больших испытаний для Weta стало копирование освещения Фрэйзера, с которым они справились при помощи рендерера Mazuka и виртуальной кинематографии. Чтобы повторить процесс, когда Фрэйзер покрывал линзы силиконом, сотрудники также приобретали стеклянные пластины и силиконовые уплотнители. Более того, команда, в том числе компоузеры Питер Хиллман, Бен Морган и Бек Витч, улучшили своё оборудование для глубокой фокусировки, что позволило им сымитировать боке и оптическое виньетирование, которое создал объектив камеры Фрэйзера. Команда также столкнулась с трудностями при создании дождя для сцены в связи с физикой и колебаниями дождя в реальной жизни, которые им хотелось воссоздать. Они начали с создания примитивного дождя, чтобы позже настроить его скорость и фазы колебания, в то время как супервайзер Кристос Парлианос настроил примитивы с помощью системы Houdini для анимирования скорости дождя. Команда также создала регулируемое снаряжение для автомобиля съёмочной группы, которое они назвали «клоунской машиной». Съёмочная группа могла настроить фары и колёса, благодаря чему у визуальщиков появились 3D-модели каждого из используемых автомобилей, которые они поместили на ранее выделенные позиции. Из других CGI-элементов в сцене присутствуют столкновение Бэтмобиля с автомобилем Пингвина, а также плащ и сапоги Бэтмена. Weta также разработали входа в Бэт-пещеру, чтобы разместить кадры мотоцикла Брюса; Ривз не мог режиссировать эти сцены из-за размеров декораций. Пространство было создано виртуально при помощи моделей, предоставленных департаментом искусства, и листовых снимков; они старались имитировать освещение Фрэйзера, вдохновлялись Трибьюн-тауэром и добавили летучих мышей. Кроме того, Weta использовали компьютерную графику для создания балконов и окон на высоких этажах сити-холла Готэма, поскольку в реальности всё остановилось на первом балконе. Сотрудники испытали сложности при комбинировании CGI-архитектуры с реальной в связи с деформацией и спадами сосредоточения, вызванными линзами. В боевых сценах лицо дублёра Рика Инглиша было заменено лицом Паттинсона с помощью живописи и лицевой анимации.
Компания Scanline VFX создала 217 кадров со спецэффектами в 11 последовательностях. Она ответственна за разрушение дамбы, последующее цунами на Готэм-сквере и ограбление Женщины-кошки. Для сцены ограбления сотрудники использовали цифровых двойников Паттинсона и Кравиц, а для снятых с дублёрами кадров применялась замена лиц. Для сквера была создана CGI-арена, и таким образом на площадке камеры могли быть размещены где угодно; их внешний вид был основан на сканах и пейзажах локаций в Чикаго и Мэдисон-сквер-гардена, в то время как первый этаж и вход создавались на основе O2 Арены. Арена была единственной декоррацией, на которой применялись синие экраны, для создания задних фонов использовались съёмки интерьера арены. Моделирование использовалось для копирования воды, разрушений здания, огня, дыма и электрической дуги в финальном акте, Houdini — для моделей застывших тел, а Flowline — для симуляции воды. Художники начали с создания моделей в низком качестве, ссылаясь на кадры с цунами, и постепенно анимировали их быстрее. Им не нужно было сильно настраивать освещение, и они сфокусировались на расцветке воды. Взрывы были смоделированы с помощью CGI, а другие модели включали в себя природные элементы, такие как свет от огня, дым и ударные волны, создающие пыль и грязь. Рендер стекла при взрывах крыш Готэм-сквера вызвал сложности из-за «свистов, отражений и лучепреломления», в то время как сцены с электрической дугой от разъединённых кабелей и стропильных балок во внутренней части Готэм-сквера также требовали «значительного художественного направления». Для боевых сцен на стропилах команда осуществляла расширения пространства со съёмочной площадки и реконструировала их с помощью пластинной фотографии. Также они использовали волюметрические технологии захвата Eyeline Studios, чтобы заменить лица дублёров. Одной из последних установок было соответствие процессу шпаклевания Фрэйзером линз, тогда как большинство настаивало на использовании CGI.

### Музыка
В октябре 2019 года Ривз объявил, что Майкл Джаккино займётся написанием музыки к фильму. Позднее в том же месяце Джаккино сообщил, что уже написал заглавную тему для кинокомикса, поскольку ожидал, что композитором станет именно он; так как музыка была написана намного раньше, чем обычно бывает при производстве кинолент, Джаккино и Ривз решили использовать её в рекламной кампании. Джаккино заявил, что ощущал полную свободу при написании тех композиций, которые он сам хотел сочинить, сходясь с Ривзом во мнении, что это было их собственное видение Бэтмена, схожее с тем, как различные авторы комиксов в разное время пытались найти отличный от прочих подход к персонажу. В октябре 2021 года Джаккино закончил работу над музыкой. Заглавная тема была опубликована в сеть 21 января 2022 года. Тема для Загадочника вышла 4 февраля. Третьим и финальным синглом стала тема для Женщины-кошки и была выпущена 17 февраля. Полноценный альбом с саундтреком вышел 25 февраля. В течение фильма дважды звучит песня «Something in the Way», в которой был найден схожий с музыкой Джаккино базис. Он знал об этом, но посчитал это счастливой случайностью. Также в фильме была использована «Третья песня Эллен» Франца Шуберта, исполненная хором школы «Тиффин» и Дано.

## Маркетинг
13 февраля 2020 года Ривз опубликовал в сети «мрачный и красно-насыщенный» ролик, в котором Паттинсон одет в костюме Бэтмена и играет тема Джаккино. Крис Евангелиста из /Film отмечал, что Паттинсон выглядит совсем не так, как любой экранный Бэтмен, которого зрители видели раньше. Автор The Hollywood Reporter Ричард Ньюби подчеркнул, что эмблема летучей мыши на груди костюма похожа на пистолет. Также Ньюби задался вопросом, был ли это пистолет, которым убили родителей Бэтмена в его истории происхождения. Использование красного цвета в ролике привело к обсуждению того, как «Бэтмен» будет тонально отличаться от предыдущих адаптаций о Бэтмене. 4 марта 2020 года Ривз опубликовал фото Бэтмобиля из фильма. Дино-Рэй Рамос из Deadline Hollywood посчитал его «более сексуальным и обтекаемым, чем предыдущие версии» и живым воплощением «энергий Джеймса Бонда и „Форсажа“ вместе взятых».
22 августа 2020 года, во время DC FanDome, в сети появился тизер-трейлер, в котором был представлен ремикс песни «Something in the Way» (1991), совмещённый с музыкой Джаккино. В течение первых 24 часов с момента выхода тизер заработал 34 млн просмотров, и, по словам Бонни Бёртон и Дженнифер Биссет из CNET, он «воспламенил интернет». Они обратили внимание на его угрюмый и мрачный тон. Катрина Нэттресс из Spin и Джон Сааведра из Den of Geek описали образ Готэм-Сити как «антиутопический» и «кошмарный». Обозреватель Collider Адам Читвуд похвалил трейлер, назвав его «истинно свежим» подходом к описанию мира Бэтмена, а Сааведра написал, что теперь «Бэтмен» выглядит больше как детективная история, чем как супергеройский фильм. Алекс Абад-Сантос из Vox посчитал, что у фильма больше общего с фильмом-спин-оффом «Джокер» (2019), чем с прочими экранизациями DC. Абад-Сантос также заметил, что многим критикам не понравился тёмный тон, так как предыдущие фильмы о Бэтмене были настолько же тёмными и «некоторые не в настроении вновь и вновь смотреть на эту темноту», но посчитал, что «Бэтмен» может показать, что «карт-бланш на реакционное насилие, вознаграждаемое материальными ценностями возмездие и бездушное существование, которым движут кровавые, зубодробительные цели — это не то, чему обычные люди хотят подражать».
24 августа 2021 года на конференции CInemaCon Ривз и Паттинсон показали промо-ролик к фильму. 16 октября к концу DC FanDome появился второй трейлер. По мнению Дэниела Чина из The Ringer, трейлер был самым ожидаемым событием на виртуальном мероприятии. Некоторые рецензенты отмечали мрачный, жестокий и безжалостный подход к трейлеру. Журналист Variety Адам Б. Вэри предполагал, что «Бэтмен» может стать самым мрачным и жестоким фильмом франшизы, даже по сравнению с трилогией Кристофера Нолана. Вэри, Чин и Чанселлор Агард из Entertainment Weekly обратили внимание на кадры с Фарреллом и его преображение для роли Пингвина. 12 декабря был выпущен японский трейлер, в одном из кадров которого появилась газета, где была изображена фигура, напоминающая Джокера, в связи с чем возникли предположения о том, что персонаж появится в фильме.
В декабре 2021 года Warner Bros. запустили вирусную рекламную кампанию, открыв сайт www.rataalada.com («Rata alada» в переводе с испанского языка означает «крылатая крыса»). Сайт позволяет пользователям вступить в диалог с Загадочником, а за ответы на его загадки можно получить промо-изображение к фильму. Последней наградой на сайте была удалённая сцена, в которой Бэтмен приходит в Аркхем на встречу с Джокером в исполнении Кеогана. 27 декабря был выпущен третий трейлер, сосредоточенный на отношениях Бэтмена и Женщины-кошки и получивший по этой причине заголовок «The Bat and the Cat» (с англ. — «Летучая мышь и Кошка»). Джереми Матай из /Film уже считал, что рекламная кампания фильма великолепна, и был впечатлён «очередным невероятным трейлером». Эша Барбашоу и Роб Брикен из Gizmodo оба выразили мнение, что Паттинсон — лучший Бэтмен, чем два его предшественника, Бейл и Аффлек. Их заинтересовало позиционирование Загадочником себя как «агента правосудия», а также перспектива того, как Ривз изменяет историю Бэтмена. В феврале 2022 года компанией Warner Bros. в формате тизера было опубликовано расписание премьер фильмов DC в 2022 году, где помимо дат выхода фильмов «Чёрный Адам», «Флэш» и «Аквамен и потерянное царство» было представлено больше кадров из «Бэтмена».
WarnerMedia потратила $135 млн на продвижение фильма, в том числе более $28 млн на телевизионную рекламу, и выпустила множество лицензированных товаров; рекламную кампанию описывают как самое большое собрание мерчендайза с символикой Бэтмена за последнее десятилетие. Для продвижения были выпущены игрушки серии Hot Wheels от Mattel, наборы Lego, экшн-фигурки от McFarlane Toys и Funko, одежда, косметика и печенье Oreo. Warner Bros. объединились с Universal Pictures и Чемпионатом суперкаров, чтобы раскрасить автомобиль Ford Mustang GT расцветкой Бэтмена, в то время как в феврале 2022 года Google независимо от Warner Bros. обновили систему поиска, чтобы та в формате пасхального яйца подсвечивала Бэт-сигналом связанные с Бэтменом запросы. Warner Bros. Consumer Products и DC Comics заключили сделку с компанией Puma, чтобы выпустить коллекцию обуви, аксессуаров и одежды с изображениями Бэтмена, Бэтмобиля и эмблемы летучей мыши. В марте 2022 года DC Comics выпустили «Набор Бэтмена», состоящий из слипкейса, рисунок на котором выполнен Джимом Ли, и комиксов «Год первый», «Долгий Хэллоуин» и «Эго». Кроме того, мартовские выпуски многих связанных с Бэтменом серий комиксов были выпущены с вариантными обложками на основе фильма.

## Прокат

### Кинотеатральный прокат
Специальные показы прошли 21 и 23 февраля 2022 года в Париже и в Лондоне соответственно. Мировая премьера «Бэтмена» состоялась 1 марта 2022 года в Линкольн-центре в Нью-Йорке, параллельно с этим в США прошло 350 предварительных показов в формате IMAX. В широкий американский прокат «Бэтмен» вышел 4 марта. Изначально премьера должна была состояться 25 июня 2021 года, но её перенесли на 1 октября 2021 года, а затем на март 2022 года, в оба раза это было вызвано изменением графика релизов Warner Bros. в связи с пандемией COVID-19.
«Бэтмен» стал первым с момента выхода фильма «Чудо-женщина 1984» супергеройским фильмом, показанным в Китае, после того, как в 2021 году не было показано несколько фильмов Marvel. 1 марта 2022 года Warner Bros. отменила прокат кинокомикса в России в связи с вооружённым конфликтом России и Украины, начавшимся в том же году. Тем не менее в ряде стран СНГ фильм всё же вышел в официальном русском дубляже. С 16 июня картину всё-таки начали показывать в российских кинотеатрах на основании ранее заключённых лицензионных договоров.

### Релиз на носителях
«Бэтмен» был выпущен на цифровых платформах, в том числе на сервисе HBO Max, 18 апреля 2022 года, на день раньше заявленного. Он стал первым за год с лишним фильмом Warner Bros., который не был выпущен на HBO Max в день театрального релиза. Телевизионная премьера фильма состоялась на HBO 23 апреля. 24 мая Warner Bros. Home Entertainment выпустила фильм на Ultra HD Blu-ray, Blu-ray и DVD.
По данным Samba TV, в первый день после релиза на HBO Max фильм посмотрели 720,000 пользователей из США. В Латинской Америке у фильма была самая успешная премьера на HBO Max в принципе. Samba TV сообщил, что к концу первой недели фильм посмотрели 4,1 млн американских пользователей. Это выше, чем у всех фильмов, выпущенных на сервисе параллельно с кинотеатрами, и второй лучший результат в течение первой недели после релиза после фильма «Мортал Комбат» (2021), чьи просмотры составили 4,3 млн.

## Реакция

### Кассовые сборы
«Бэтмен» собрал $369,3 млн в США и Канаде и $402,9 млн в других странах, что в общей сложности составило $772,2 млн по всему миру. Это 7-й самый кассовый фильм 2022 года и самый кассовый фильм о серийных убийцах. Показы фильма в IMAX помогли увеличить общий доход с первого квартала ($60 млн) на 55 % и мирового проката ($173,2 млн) на 57 %, начиная с того же периода в 2021 году. По данным Deadline Hollywood, фильм принёс $177 млн чистой прибыли с учётом производственного бюджета, рекламной кампании, зарплат актёрам и прочих расходов; кассовые сборы и доходы от продаж в домашних медиа позволили изданию поместить картину в свой список «Самых дорогих блокбастеров» 2022 года.
Согласно прогнозам, в свой дебютный уик-энд в США и Канаде «Бэтмен» должен был собрать $115–170 млн в 4,417 кинотеатрах, а в общей сложности сборы в домашнем прокате составят $330–475 млн. 8 февраля 2022 года началась продажа билетов на предварительные сеансы в IMAX, которые были распроданы меньше чем за сутки. В свой первый день в США и Канаде фильм собрал $57 млн, включая $17,6 млн с показов в вечер четверга и $4 млн с предварительных сеансов во вторник и в среду. К концу первых выходных сборы составили $134 млн, благодаря чему фильм стал вторым после ленты «Человек-паук: Нет пути домой» (2021) проектом, выпущенным в период пандемии и сумевшим собрать на старте в США и Канаде более $100 млн. Он также всего за три дня стал самым кассовым фильмом Warner Bros. в домашнем прокате. Более 65 % аудитории в дебютный уик-энд составили мужчины, причём более 60 % из них были в возрасте 18—34 лет. Во второй уик-энд сборы фильма снизились на 50 % и составили $66,5 млн, но он по-прежнему оставался на вершине бокс-офиса. В третий уик-энд фильм собрал $36,7 млн, на 45 % меньше, чем в предыдущий, а также стал вторым фильмом эпохи пандемии, собравшим в США и Канаде более $300 млн. В четвёртые выходные сборы снизились на 44 % и составили $20,5 млн, в результате чего фильм сместился на второе место, уступив картине «Затерянный город».
В Южной Корее «Бэтмен» стартовал со сборами $1,7 млн, показав лучший старт в стране в 2022 году. 2 марта фильм собрал $5,3 млн в восьми странах. Во Франции сборы составили $2,1 млн, что является лучшим стартом в 2022 году. 4 марта фильм ориентировочно собрал $54 млн в 74 странах за пределами США и Канады. В Великобритании стартовые сборы составили $6,4 млн, что является вторым самым лучшим результатом для страны в период пандемии. У фильма также был второй самый успешный старт в пандемию в Испании, где он собрал $1,2 млн. К концу недели фильм собрал $124,2 млн в 74 странах, причём в 73 из них он занял первое место. Также он собрал $22,3 млн по всему миру в IMAX, благодаря чему тот уик-энд стал вторым самым успешным для формата с декабря 2019 года. Этот старт также стал самым успешным за пределами США и Канады в 2022 году, лучшим для Warner Bros. в период пандемии и третьим самым успешным в пандемию. Кроме того, фильм показал самый успешный дебют на момент пандемии в 16 странах, в том числе в Великобритании ($18,1 млн), Мексике ($12,1 млн), Австралии ($9,3 млн), Бразилии ($8,8 млн), Франции ($8,4 млн), Германии ($5,1 млн), Южной Корее ($4,4 млн), Италии ($4,1 млн), Испании ($3,7 млн) и Индии ($3,4 млн), а также самый лучший дебютный уик-энд для Warner Bros. в период пандемии в 62 странах и самый лучший старт в семи странах.
В свой второй уик-энд фильм собрал $66,6 млн в 76 странах за пределами США и Канады, в том числе $3,2 млн, заработанных на старте в Японии. 17 марта мировые сборы превысили $500 млн долларов, вследствие чего лента стала восьмым проектом с начала пандемии, чьи сборы смогли приблизиться к этой отметке, а также самым кассовым проектом Warner Bros. в период эпидемии. В третий уик-энд сборы снизились на 46 % и составили $49,1 млн. Согласно данным Artisan Gateway, в свои первые выходные в Китае, когда в стране было закрыто 30—43 % кинотеатров, фильм собрал $11,8 млн, показав лучший старт по стране для американского фильма в 2022 году и заняв первое место в прокате. В четвёртый уик-энд фильм собрал $25,3 млн, на 49 % меньше, в том числе $3,1 млн в Китае, где его обошёл фильм «Падение Луны». 17 апреля сборы достигли отметки в $750 млн, став пятым фильмом в период пандемии, приблизившимся к данной отметке, и лучше всего на тот момент фильм показал себя в Великобритании ($53,2 млн), Мексике ($30,7 млн), австралии ($27 млн), Франции ($25,9 млн), Бразилии ($22,6 млн), Китае ($22,5 млн), Германии ($18,9 млн), Испании ($11,8 млн), Италии ($11,2 млн) и Японии ($10 млн).

### Отзывы критиков
На сайте-агрегаторе рецензий Rotten Tomatoes «Бэтмен» имеет рейтинг 85 % со средней оценкой 7,6/10, основанный на 499 отзывах. Консенсус сайта гласит: «Мрачный, шероховатый и увлекательно супернуарный, „Бэтмен“ занимает место среди самых холодных — и самых захватывающе масштабных — экранизаций о Тёмном рыцаре». Metacritic, выставляющий оценки по среднему арифметическому взвешенному, присвоил фильму 72 балла из 100 возможных на основе 68 отзывов, что соответствует статусу «в целом благоприятные отзывы». Зрители, опрошенные для CinemaScore, дали фильму оценку «A-» по шкале от A+ до F. PostTrak сообщил, что 87 % зрителей дали фильму положительную оценку, причём 71 % заявил, что определённо рекомендует его к просмотру.
Журналист IGN Алекс Стедман дал фильму 10 баллов из 10 и написал: «„Бэтмен“ — это захватывающий, красивый и местами поистине пугающий криминальный психологический триллер, дающий Брюсу Уэйну приземлённую детективную историю, которой он заслуживает». Адам Нейман из The Ringer оставил о фильме в целом положительный отзыв, и хотя он раскритиковал некоторые его элементы, в частности финальный акт, он заявил, что «„Бэтмен“ — это всё же фильм о Бэтмене, которого мы достойны: возбуждённый и растянутый, но также сделанный с заботой и бодрящий. Он слишком хорош, чтобы желать лучшего — это обильный элемент интеллектуальной собственности, который обесценивает дешёвые трюки». В своём обзоре для The National Джейсон Моттрам назвал фильм «одним из самых тёмных и притягательных кинокомиксов современности», похвалив игру актёров, сцены действия и сюжет. Обозреватель Digital Spy Иэн Сэндвелл похвалил игру актёров и посчитал, что «легко подать Бэтмена неправильно, но Ривзу такое никогда не грозило. „Бэтмен“ — это завораживающий, леденящий душу и свежий подход к легендарному герою DC, после которого вы будете нуждаться в возвращении в этот безупречно продуманный мир». Кларисса Лафри из The Independent дала фильму оценку 4/5 и написала следующее: «Пускай подход Мэтта Ривза к Крестоносцу в плаще и не определяет правила жанра, он показывает заострённый, глубокий образ, в то время как Женщина-кошка Зои Кравиц привносит в роль почти что исчезнувшую страсть». Дэвид Руни из The Hollywood Reporter похвалил фильм за его уникальность и отметил, что «это приземлённый перезапуск в нынешних реалиях, где социальное и политическое недоверие порождает неуравновешенный самосуд», но посчитал, что «фильм Ривза вдалбливает понимание того, что где-то вдоль линии некто — вероятно, Кристофер Нолан — решил, что фильмы о Бэтмене больше не должны быть весёлыми». Журналист Variety Питер Дебрюж также похвалил фильм, отметив его приземлённый и мрачный подход к Бэтмену и выделив «его стремление демонтировать и исследовать саму концепцию супергероев». Алекс Абад-Сантос из Vox оставил положительный отзыв о фильме, в котором написал, что он «осознаёт великолепие персонажа в классической нуарной детективной истории», и что фильм «обогащает наследие Бэтмена, усложняя его погружением зрителя в исследование его героизма и заставляя в конце концов задуматься, что делает Бэтмена героем — либо же он совсем не герой».
Журналист The Guardian Питер Брэдшоу похвалил игру актёров, но посчитал, что «Неизбежно наступает ночь над последней итерацией Бэтмена, и возникает туманное ощущение, что — естественно — на кону не стояло ничего». Ричард Броди из The New Yorker в своём отзыве был более критичен, похвалив первые два часа фильма и «запутанные хитросплетения сюжетных линий», но раскритиковав персонажей и посчитав их «сведёнными к горстке черт характера и предыстории, определённой лишь их местом в сюжете». Энн Хорнадей из The Washington Post дала фильму 1,5 звезды из 4, раскритиковав тёмное визуальное оформление и хронометраж, назвав его «очередным траурным, старательно созданным, мрачным, утомительным зрелищем, которое притворяется весёлым кинокомиксом». Журналист The New York Times Э. О. Скотт также раскритиковал оформление картины, в дополнение к своим словам о том, что в ней слишком много экспозиции, но похвалил игру актёров и музыку Джаккино и сделал следующий вывод: «Нельзя сказать, что я хорошо провёл время, но в конечном итоге произошло то, чего я не ожидал: ожидание новой главы». Мик Ласалль из San Francisco Chronicle также оставил отрицательный отзыв, раскритиковав политический комментарий ленты и приводя параллели с фильмом «Джокер» (2019), но похвалив некоторых актёров. Ким Ньюман написал для Sight & Sound невосторженный отзыв, в котором раскритиковал длительность фильма и посчитал непроработанными и «низшими» второстепенных персонажей, таких как лейтенант Гордон, Селина Кайл, Альфред и Пингвин, хотя он похвалил актёрскую игру Паттинсона и детективную направленность Бэтмена.
По итогам 2022 года многие издания, в частности Empire, Esquire, Gizmodo, GQ, Harper’s Bazaar, IGN, Variety включили «Бэтмена» в свои списки лучших фильмов года. Collider, Insider, ScreenRant «Мир фантастики» назвали его лучшим фильмом года в супергеройском жанре.

### Награды и номинации
«Бэтмен» был номинирован на 95-ю премию «Оскар» в трёх категориях: «Лучший звук», «Лучший грим и причёски» и «Лучшие визуальные эффекты». Также его номинировали на Премию Британской Академии в области кино в четырёх категориях и на премию «Выбор критиков» в трёх.

## Тематический анализ

### Классовые конфликты и социальное неравенство
Основной темой фильма является классовая борьба, в то время как журналист Collider Марко Вито Оддо считает таковой социальное неравенство. Три основных персонажа — Бэтмен, Загадочник и Женщина-кошка — являются сиротами, но при этом росли по-разному. Бэтмен вырос в привилегиях, в то время как Загадочник рос в пытках, а Женщина-кошка испытала массу трудностей. Недовольство Загадочника своим взрослением заставило его обозлиться на всё богатое население города, и его становление преступником фактически было основано на отчаянии. Дж. М. Мьютор из The A.V. Club и Сюзанна Поло из Polygon отметили, что Загадочник в версии фильма относится к числу «злодеев, которые правы», указывая, что его стремление разоблачить коррупцию, навредившую бедным, вполне справедливо. Кришон Бейкер из Inverse уточнил, что действия Загадочника в фильме ни разу никем не трактуются как неправильные, однако с ним не согласился Брэндон Закари из Comic Book Resources, заметив, что Загадочник выбрал «совершенно неправильный» метод для борьбы с этими проблемами, пусть даже его мотивация понятна.
Закари считает, что методы воспитания Бэтмена, Женщины-кошки и Загадочника повлияли на их мировоззрение: Бэтмен ограничен и двоичен, Загадочник принимает «мучительный и жестокий» способ борьбы с коррупцией, а Женщина-кошка в курсе разрушительной силы богатства, но вступает в игру только тогда, когда страдают её друзья. Фильм приводит параллели между тремя персонажами и отражает идею того, что Бэтмен сильно похож на своих противников. Журналист The Ringer Адам Нейман заметил в фильме тему двойственности между Бэтменом и его противниками и посчитал, что они с Загадочником выглядят скорее как «тайные братья», чем «два разных примера воспитания сирот». С помощью Женщины-кошки и Загадочника Бэтмен понимает, что причины проблем Готэма — это нищета и неравенство, и решает стать символом надежды и избавиться от неравенства с помощью своего состояния. Бейкер написал, что в конце фильма Бэтмен осознаёт, что «должен сражаться за желания народа вместе с народом, против одних и тех же организаций, которые лживо клянутся его (народ) оберегать».

### Образ Бэтмена
Образ Бэтмена в фильме сильно отличается от предыдущих киноверсий. Если в версиях Бёртона и Нолана он был показан как представитель правого сектора, либертарный и даже авторитарный, в фильме Ривза больше внимания уделяется его этике и материальному богатству. В частности, был ярко освещён тот факт, что богатство Брюса совсем не снизило его страдания, и он не осознаёт, что фактически пользуется своим богатством лишь для избранных, и что он мог бы с его помощью помогать Готэму. Нейман заметил, что в фильме при этом уделено мало внимания принадлежности Бэтмена к богатому классу, так как он не посещает общественные мероприятия.
Также в фильме совершенно по-иному показаны отношения Бэтмена с полицией: если в предыдущих версиях они были его союзниками (хотя в версии Нолана все, кроме Гордона на протяжении всех фильмов были против мстителя в маске, а в версии Тима Бёртона он и вовсе делал основную работу за них), в данном фильме они настроены к мстителю в маске враждебно и воспринимают его как преступника (за исключением Джима Гордона, партнёрству с которым в фильме уделено намного больше внимания, чем в прежних версиях). Кришон Бейкер назвал такой подход своевременным, учитывая современный социополитический контекст, включая повышенное осознание полицейской жестокости.

## Связанные произведения
1 февраля 2022 года был выпущен роман-приквел «До Бэтмена: Оригинальный роман по фильму», написанный Дэвидом Льюманом и рассказывающий предысторию Бэтмена и Загадочника. В марте Ривз анонсировал комикс-приквел «Загадочник: Год первый», который издаётся с 25 октября импринтом DC Black Label, продукция которого ориентирована на взрослых читателей. Серия состоит из шести выпусков, написанных Дано и проиллюстрированных Стеваном Субичем.

## Будущее

### Сиквелы
«Бэтмен» задуман как первая часть трилогии о Бэтмене и часть новой вселенной, существующей отдельно от Расширенной вселенной DC. В ноябре 2019 года Кролл и Брент Лэнг из Variety сообщили, что ключевые актёры кинокомикса подписали контракт на участие в будущих фильмах DC. В декабре 2021 года Паттинсон сказал, что у него есть идеи по развитию персонажа Бэтмена в следующих фильмах, а Кларк отметил, что «Бэтмен» закладывает фундамент для будущих картин. Паттинсон и Ривз выразили заинтересованность во введении персонажа Робина и показе в качестве антагонистов Суда Сов, Календарного человека, Мистера Фриза или Хаша. В апреле 2022 года сиквел с участием Паттинсона и Ривза был официально анонсирован на CinemaCon. В августе 2022 года было подтверждено, что Маттсон Томлин будет писать сценарий совместно с Ривзом. Первый сиквел, получивший название «Бэтмен. Часть 2», выйдет в прокат США 2 октября 2026 года; его съёмки начнутся в апреле 2025 года и будут проходить на площадке Warner Bros. Studios в Ливсдене в Великобритании.

### Спин-офф-сериалы

#### «Пингвин»
В сентябре 2021 года в разработку был запущен спин-офф-сериал про Пингвина. В качестве шоураннера была приглашёна Лорен Лефранк. В марте 2022 года HBO Max официально заказал мини-сериал про Пингвина, Лефранк написала сценарии ко всем восьми эпизодам, а Крэйг Зобел срежиссировал первые три. Фаррелл вернулся к роли Пингвина и выступил исполнительным продюсером вместе с Ривзом, Кларком, Лефранк и Зобелем. Премьера сериала состоялась на стриминговом сервисе Max 19 сентября 2024 года.

#### Сериал про полицию Готэма
В июле 2020 года стриминг-платформа HBO Max приступила к работе над драматическим телесериалом про полицию Готэма с участием Ривза и Теренса Уинтера в качестве сценаристов. Сюжет шоу должен был сосредоточиться на коррупции, в которой погрязли жители Готэма. Ривз, Уинтер, Кларк, Дэниел Пипски и Адам Кассен были исполнительными продюсерами. В августе, во время DC FanDome, Ривз объявил, что действие шоу будет происходить за год до событий фильма, главным героем станет коррумпированный полицейский, а сюжет будет вдохновлён фильмом «Принц города» (1981).
В ноябре 2020 года Уинтер был отстранён от работы над сериалом из-за творческих разногласий. В январе 2021 года на смену Уинтеру шоураннером был назначен Джо Бартон. У HBO всё ещё были творческие проблемы с проектом, особенно с его главным героем, коррумпированным полицейским. Вместо этого продюсеры предложили Ривзу сосредоточиться на существующих персонажах комиксов. В марте 2022 года Ривз сказал, что работа над шоу приостановлена, но выразил надежду на её возобновление в будущем. Райт сказал, что обсуждалось его возможное появление в сериале, но он сам не проявлял инициативы до выхода фильма. По состоянию на октябрь 2022 года работа над сериалом продолжалась.

### Прочие проекты
В марте 2022 года, когда работу над сериалом про полицию Готэма решили прекратить, Ривз сообщил, что у него возникла идея создания сериала о лечебнице Аркхем. Шоу должно было рассказать о происхождении различных персонажей, связанных с Аркхемом. Режиссёр сравнил проект с жанром хоррор, а сам Аркхем с домом с призраками. В октябре шоураннером, а также режиссёром и исполнительным продюсером сериала стал Антонио Кампос. Несмотря на участие Ривза, проект должен был быть частью медиафраншизы «Вселенная DC», о чём в декабре 2023 года сообщил Джеймс Ганн. В июле 2024 года появилась информация о прекращении работы над сериалом.
В октябре 2022 года издание The Hollywood Reporter сообщило, что Ривз вступал в переговоры с режиссёрами и сценаристами относительно фильмов и сериалов о прочих противниках Бэтмена. В числе предложенных им были проекты о Пугале, Глиноликом и профессоре Пиге.

## Комментарии
1. ↑  Вне экрана идентифицирован как Джокер[7].